# Jenaveve Jolie
Pour les articles homonymes, voir Jolie.
Jenaveve Jolie, née Olivia Gonzalez Aguilar le 4 juin 1984 à San Luis Obispo, Californie, est une actrice pornographique américaine.

## Biographie
Jenaveve est d'origine mexicaine et amérindienne.
Elle grandit à San Luis Obispo et perd sa virginité à 13 ans.
À 20 ans, elle est stripteaseuse pour boucler ses fins de mois. C'est alors que quelqu'un lui donne la carte d'une agence qui s'avère par la suite être dans le business du X. Croyant que c'est pour du mannequinat, elle appelle l'agence et est recrutée.
Étant en couple déjà à l'époque, Jenaveve ne tourne dans un premier temps que des scènes avec son mari, Kris Knight, ou des scènes lesbiennes. Ensuite, elle se met à tourner avec d'autres acteurs masculins.
En 2005, sa notoriété monte encore dans le milieu du X lors du tournage de la super production pornographique Pirates. Elle y interprète une scène lesbienne avec Carmen Luvana.
En 2006, son excellent travail est reconnu par les AVN Awards. Elle est sélectionnée dans la catégorie "Best New Starlet Award".
Elle n'a jamais tourné de scène anale, ce qui lui est souvent reproché par des producteurs ou ses fans. Elle a même confié au magazine AVNinsider.com de "ne pas avoir prévu d'en faire rapidement".
Sa dernière vidéo remonte au 2 juin 2011 pour Brazzers ; depuis on n'a plus de nouvelle de Jenaveve Jolie, ce qui laisse penser qu'elle a pu mettre un terme à sa carrière dans le X.

## Vie privée
En 2008, Jenaveve a fait une apparition dans la série Entourage pour laquelle elle effectue une scène de sexe controversée avec le rappeur Bow Wow,,.

## Récompenses et nominations
- 2006 AVN Award sélectionnée – Best New Starlet Award avec Shyla Stylez
- 2007 AVN Award sélectionnée – Best All-Girl Sex Scene, Video – Girlvana 2 avec Shyla Stylez & Sammie Rhodes.
- 2008 AVN Award sélectionnée – Best Tease Performance – Control 5
- 2009 AVN Award sélectionnée – Best All-Girl 3-Way Sex Scène – Chop Shop Chicas
- 2010 AVN Award sélectionnée – Best All-Girl Group Sex Scene – Babes Illustrated 18
- 2010 AVN Award sélectionnée – Best Tease Performance – Internal Cumbustion 14

## Filmographie sélective
- 2012 : Lesbian Fantasies 5
- 2011 : Club Lil Jon
- 2010 : Bulletface
- 2010 : Twilight Vamps
- 2010 : Bad Girls 3
- 2009 : Glamour Girls
- 2008 : Girls Will Be Girls 4
- 2007 : My Sister's Hot Friend 7
- 2007 : Pussy Foot'n 20
- 2007 : Lesbians Gone Wild 2
- 2007 : Lesbians Gone Wild
- 2007 : Pussy Lickin Lesbians 2
- 2006 : No Man's Land Latin Edition 8
- 2006 : Women Seeking Women 29
- 2006 : My Evil Twin (Vivid)
- 2006 : Girlvana 2
- 2005 : Pirates (Digital Playground)
- 2005 : Man's Best Friend (Elegant Angel)
- 2004 : Jack's Teen America #01 (Digital Playground)
- 2004 : No Man's Land Latin Edition 5
- 2004 : Pussy Foot'n 11
- 2004 : Valley Girls 2